# Gimlet (película)
Gimlet es una película española, con guion y dirección del debutante José Luis Acosta, estrenada en 1995. Se trata de un thriller romántico y psicológico que supuso la primera incursión en el cine español del actor norteamericano Viggo Mortensen.
La película toma su nombre del cóctel favorito del detective de novela Philip Marlowe.

## Ficha artística
- Ángela Molina (Julia)
- Viggo Mortensen (Hombre vídeo)
- Abel Folk (Antonio)
- Pep Cruz (Núñez)
- Lluís Marco (Comisario)
- Blanca Pàmpols (Ana)
- Mingo Ràfols (Eduardo)
- Àngels Aymar (Mujer policía)
- Carles Sales (Forense)

## Sinopsis
La vida cotidiana del Hombre está cimentada solo por la figura de Julia, la atractiva propietaria de un bar de copas. Registra en su cámara de vídeo cada movimiento suyo, y a través de esta, sólo deja ver su torso como una vía de comunicación con ella. La policía toma parte activa en el asunto cuando descubre sin vida al camarero y amante de Julia. El cadáver ha aparecido sin corazón.